# Musculus stylopharyngeus
Der Musculus stylopharyngeus (lat. für „Griffel-Rachen-Muskel“) ist ein schmaler, im Querschnitt annähernd runder Skelettmuskel des Kopfes. Er entspringt am Griffelfortsatz (Processus styloideus) des Schläfenbeins und strahlt in die Rachenwand ein. Der Muskel hebt zusammen mit dem Musculus salpingopharyngeus und Musculus palatopharyngeus den Rachen beim Schluckakt an. Die Innervation erfolgt durch den Nervus glossopharyngeus (Hirnnerv IX).